# 東區遊樂場

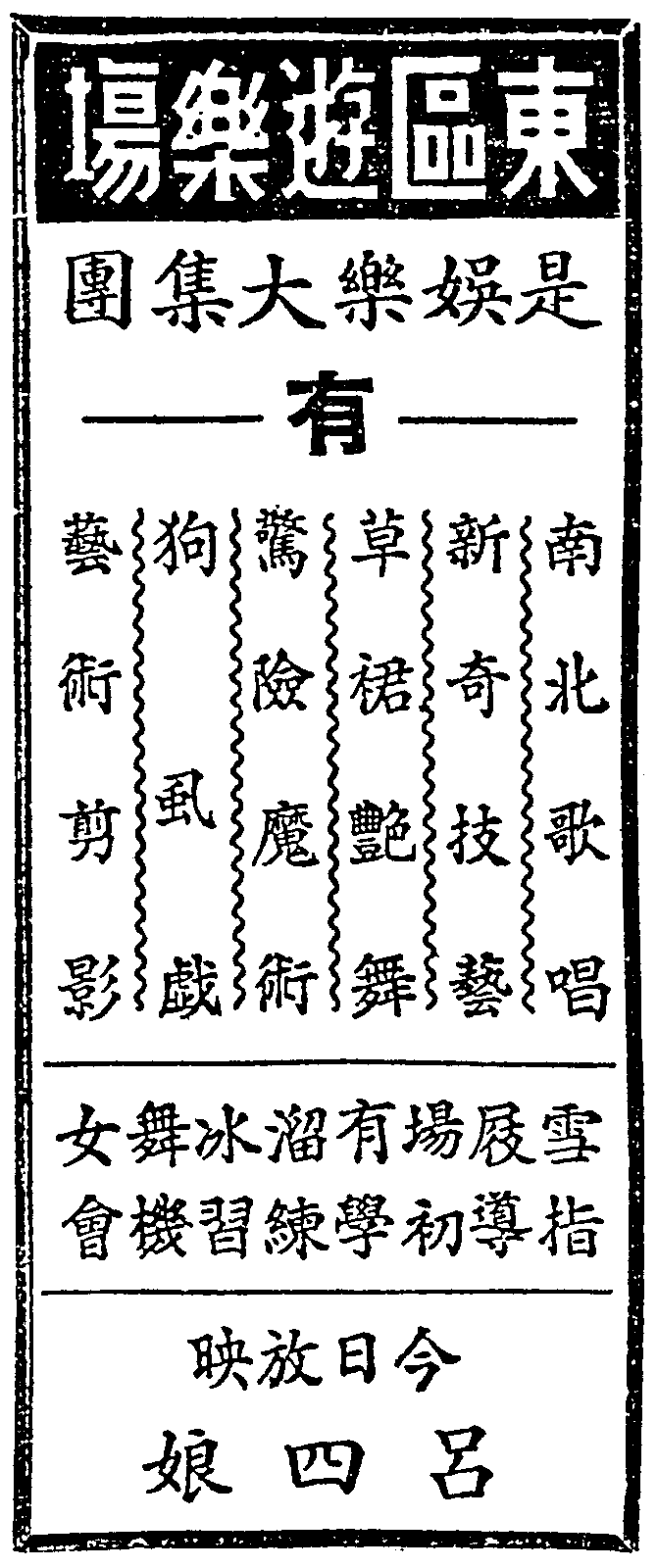
1940年7月1日(星期一)，香港《大公報》第一張；第二版刊登的東區遊樂場廣告

東區遊樂場（英語：Eastern Playground）位於香港銅鑼灣電車總站側，現時的怡和街與邊寧頓街交界，面積約1,672平方公呎（18,000平方英呎），屬於香港內地段1408號範圍。它在1940年1月27日(星期一) 開幕，當天，其電影場放映粵語喜劇片《十月芥菜》（1939年公映）。。該場裡有技藝團、新派歌舞團、來自上海的滑稽戲、京音大鼓團、狗虱戲、無手足奇人、毛人表演絕技、電影場放映有聲片。，1940年3月曾經展出一頭產自越南海防的雙頭金龜，該龜最終被轉運到美國展出。1940年 7月6日展出在1940年 5月23日，星期四於銅鑼灣避風塘發現的大怪魚的標本。1946年6月17日，星期一，直至6月23日，星期日，一連七晚，經『金源興』、『黃秋記』兩間煙花供應商聯合提供煙花，由炮竹專家蘇萱囿先生現場指導，舉行燃放煙花化裝游藝大會，當時的煙花圖案有：梅花字、大灑金錢、月裏藏人、火龍大會、哪咤大鬧東海。。

## 短暫停業
1947年3月曾經因經營困難而停業。後來由『麒麟氏藥行』主人接手承辦，重新裝修，加入設有音樂及燈光的滾軸溜冰場，場裡保留電影場、幻術、滑稽諧劇、話劇、新式遊戲玩具，在1947年5月1日，星期四，恢復營運，門券仍為港幣一毫，便可遊覽全場。。
1950年 3月4日的舞臺表演被香港法庭判決為猥褻性演出，被罰港幣2,500元。50年代初期結束營運，土地建成豪華戲院（Hoover Theatre）在1953年5月。

## 收費
- 門券港幣一毫，便可遊覽全場。
- 需要額外購買入座券港幣一毫，以隨意進入四個遊藝臺（電影場、中國劇劇舞臺、魔術及中國雜技、國語時代曲歌壇）就座欣賞節目。

## 註腳
1. ↑  香港《大公報》，中華民國廿九年(1940年)1月25日，星期四，第二張；第六版。
2. ↑  香港《大公報》，中華民國廿九年(1940年)3月29日，星期五，第二張；第六版
3. ↑  香港《大公報》，中華民國廿九年(1940年)7月6日，星期六，第二張；第六版
4. ↑  香港《工商晚報》，中華民國卅五年(1946年)6月17日，星期一，第四頁
5. ↑  香港《工商日報》，中華民國卅六年(1947年)5月1日，星期四，第一張；第四頁。